# Дуб Яків
Яків Дуб (псевдо: «Клименко», 24 квітня 1919, с. Кропивник, Долинський район, Івано-Франківська область — 23 січня 1946, біля с. Лужки, Долинський район, Івано-Франківська область) — український військовик, сотник УПА, заступник командира ТВ-23 «Магура», Лицар Бронзового хреста бойової заслуги УПА.

## Життєпис
Народився 24 квітня 1919 року в сім'ї селян в селі Кропивник Долинського повіту Західно-Української Народної республіки. Освіта — початкова: закінчив народну школу в рідному селі.
Член ОУН. У період першої більшовицької окупації краю перебував в еміграції. Вояк батальйону «Нахтіґаль» (04.-08.1941), а відтак підстаршина 201-го батальйону охоронної поліції «Шуцманшафт» (10.1941-12.1942).
На нелегальному становищі з початку 1943 р. Правдоподібно, деякий час діяв в УПА-Північ.
З лютого 1943 р. — у складі військової референтури Калуського окружного проводу ОУН, організаційно-мобілізаційний референт цього ж проводу (04.1944-1945), виконувач обов'язків Командира Групи «Магура» ВО4 «Говерля» УПА-Захід (08.1944), заступник командира ТВ 23 «Магура» ВО 4 «Говерля» (05.1945-01.1946). Хорунжий (?), поручник (31.08.1945), сотник (22.01.1946) УПА.
Загинув у бою з військово-чекістською групою Болехівського РВ НКВС та 215 стрілецького полку внутрішніх військ НКВС під час оборони повстанського шпиталю в урочищі Марина.

## Нагороди
- Згідно з Виказом відзначених УПА-Захід від 1.09.1946 р. хорунжий УПА, заступник командира тактичного відтинку 23 «Магура» Яків Дуб — «Клименко» нагороджений Бронзовим хрестом бойової заслуги УПА.
- Відзначений п'ятьма Срібними Зірками за рани (20.01.1946)

## Вшанування пам'яті
- 5.12.2017 р. від імені Координаційної ради з вшанування пам'яті нагороджених Лицарів ОУН і УПА у м. Івано-Франківськ Бронзовий хрестом бойової заслуги УПА (№ 041) переданий Зіновії Бенич, племінниці Якова Дуба — «Клименка».